# Bildstock (Amberg)

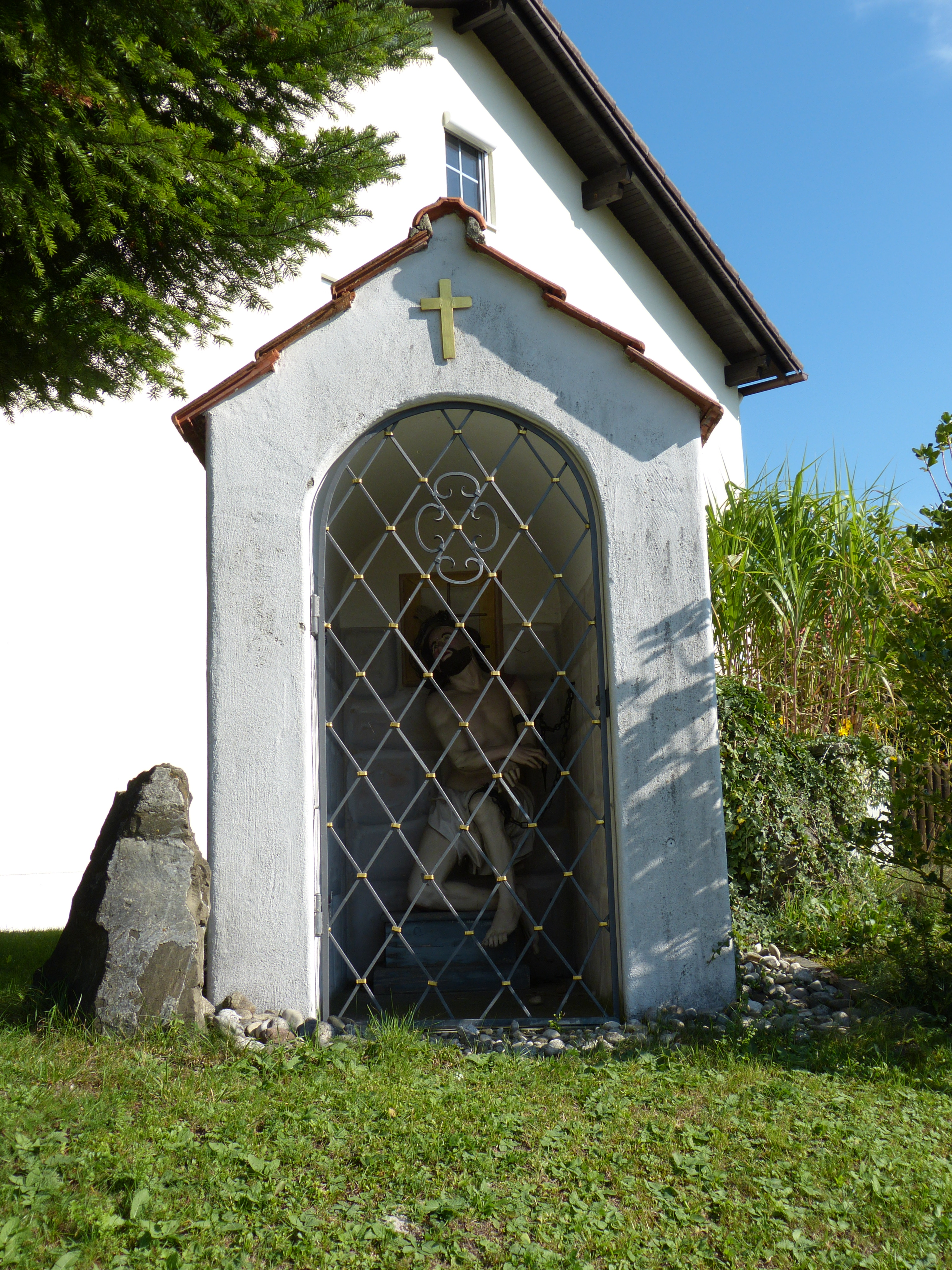
Bildstock mit Figur des gegeißelten Heilands

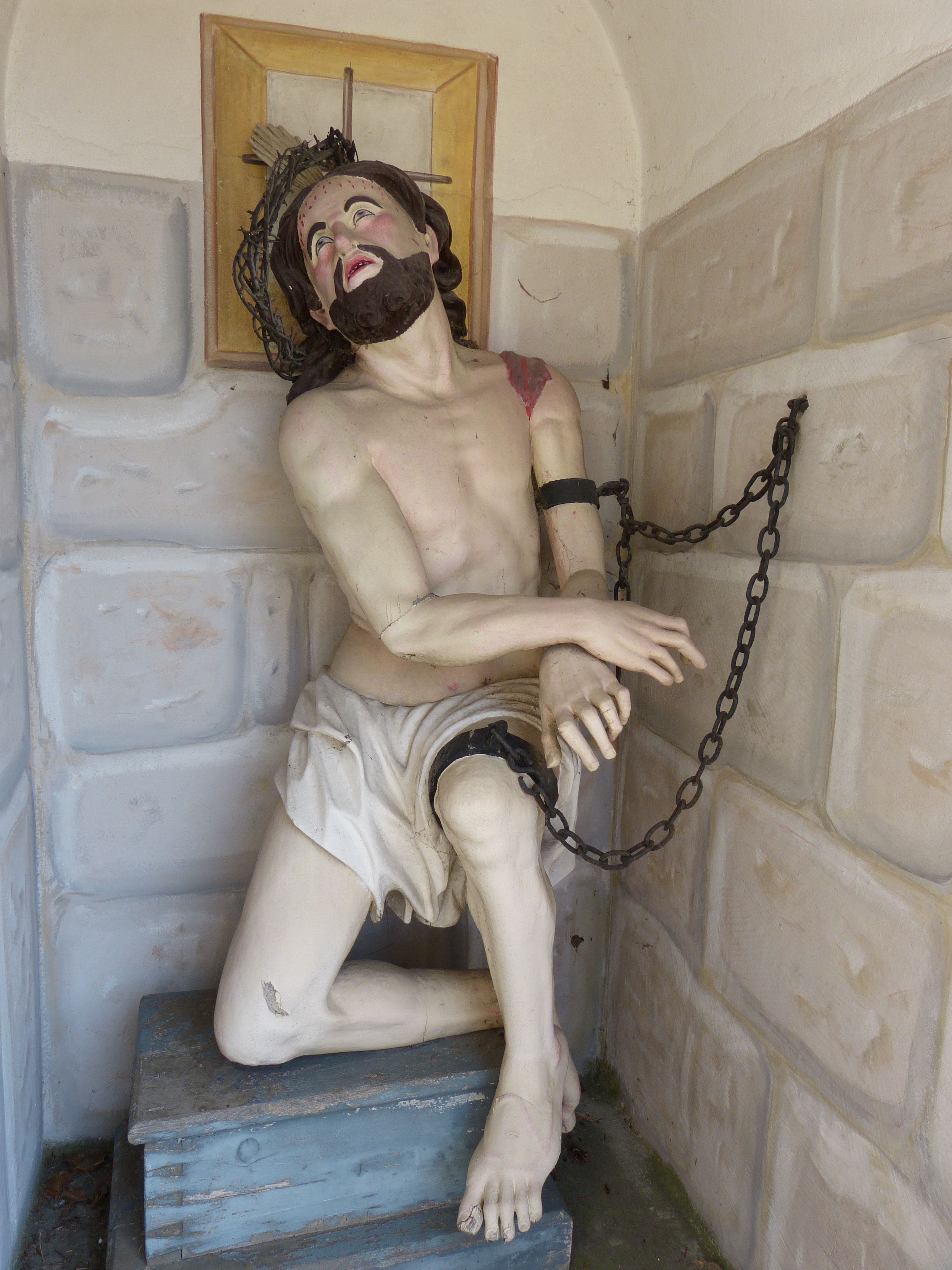
Geißelheiland, Mitte des 18. Jahrhunderts

Der denkmalgeschützte Bildstock mit einem Geißelheiland wurde in der Mitte des 18. Jahrhunderts geschaffen und befindet sich in Amberg, einer Gemeinde im Landkreis Unterallgäu, Bayern. Der Bildstock selbst, in welchem sich die lebensgroße, gefasste Holzfigur des Ecce-homo-Motives „Christus in der Rast“ befindet, ist modern.